# Diana Nyad

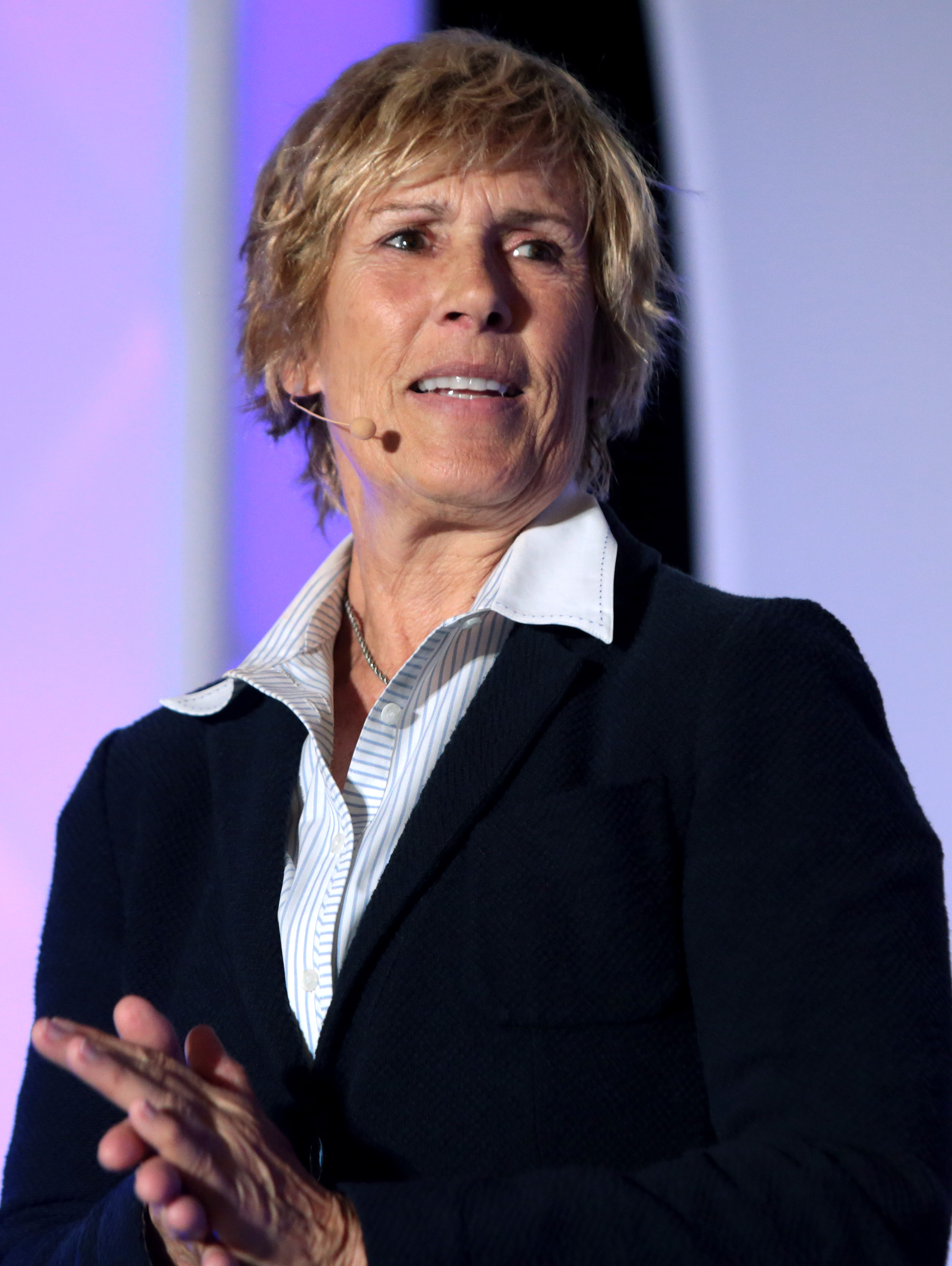
Diana Nyad (2016)

Diana Nyad (* 22. August 1949 in New York City als Diana Sneed) ist eine US-amerikanische Langstreckenschwimmerin.

## Leben
Sie schwamm als erster Mensch ohne Haikäfig von Havanna in Kuba nach Key West in Florida. Am 2. September 2013 erreichte die damals 64-jährige Langstreckenschwimmerin nach 177 km und 53 Stunden im Wasser die US-Küste. Die World Open Water Swimming Association (WOWSA) erkannte ihren Rekord nicht als unassisted an, das Guinness-Buch hat ihren Rekord gestrichen.
Nyad war auch als Squashspielerin aktiv. Sie trat bei der Weltmeisterschaft 1979 im Einzel an, bei der sie in der ersten Runde ausschied, und war auch Teil der US-amerikanischen Nationalmannschaft, die im selben Jahr an der Mannschaftsweltmeisterschaft teilnahm. Sie belegte mit dem Team den sechsten und damit letzten Platz.

## Durchquerungsversuche

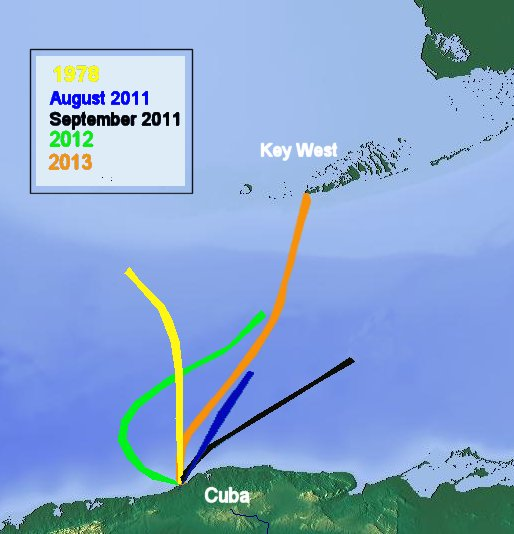
Routen der einzelnen Versuche

Nyads erfolgreicher Versuch des Durchschwimmens der Strecke im Jahr 2013 war ihr insgesamt fünfter Anlauf. Ihren ersten Versuch mit Haikäfig wagte sie im Jahr 1978. Ihren zweiten Versuch ohne Käfig im Jahr 2011 musste sie abbrechen wegen Schulterschmerzen und eines Asthmaanfalls. Ein noch im selben Jahr durchgeführter dritter Versuch wurde durch Quallenstiche gestoppt. Bei ihrem vierten Versuch im August 2012 musste sie nach 41 Stunden aus dem Wasser gezogen werden, nachdem eine Sturmböe und wiederholte Quallenstiche ein Weiterschwimmen unmöglich gemacht hatten.
Die damals 22-jährige Australierin Susie Maroney hatte bereits im Jahr 1997 erfolgreich die Floridastraße von Havanna nach Key West durchschwommen, jedoch mit dem umstrittenen Käfig zum Schutz vor Haien, dem kritische Stimmen eine vorteilhafte Veränderung der Strömungsverhältnisse im Wasser nachsagen. Nyad kommentierte Maroneys Leistung im Anschluss an ihren Erfolg entgegen einer Fülle von Kritik sehr positiv.
Nyads Geschichte wurde in einer Dokumentation (The Other Shore, 2013) und in einem Spielfilm (Nyad, 2023) thematisiert.